# 卡拉区
卡拉區是多哥的五個區之一，東臨貝寧，南面是中部區，西接加納，北毗草原區。卡拉區的首府是卡拉，其他重要城市還有巴菲洛、巴薩、康代和尼亞姆圖古，下分7省，分別是阿索里省、巴薩省、比納省、當龐省、杜費爾古省、凱郎省和科扎省。
1. ↑  . hdi.globaldatalab.org.   [2018-09-13]. （原始内容存档于2018-09-23） （英语）.